# قره‌باغ‌لی، شابران
قره‌باغ‌لی (به لاتین: Qarabağlı) یک منطقه مسکونی سابق در جمهوری آذربایجان است که در شهرستان شابران واقع شده است.